# Heliorabdia taiwana
Heliorabdia taiwana är en fjärilsart som beskrevs av Alfred Ernest Wileman 1910. Heliorabdia taiwana ingår i släktet Heliorabdia och familjen björnspinnare. Inga underarter finns listade i Catalogue of Life.